# ウンターリンデン美術館

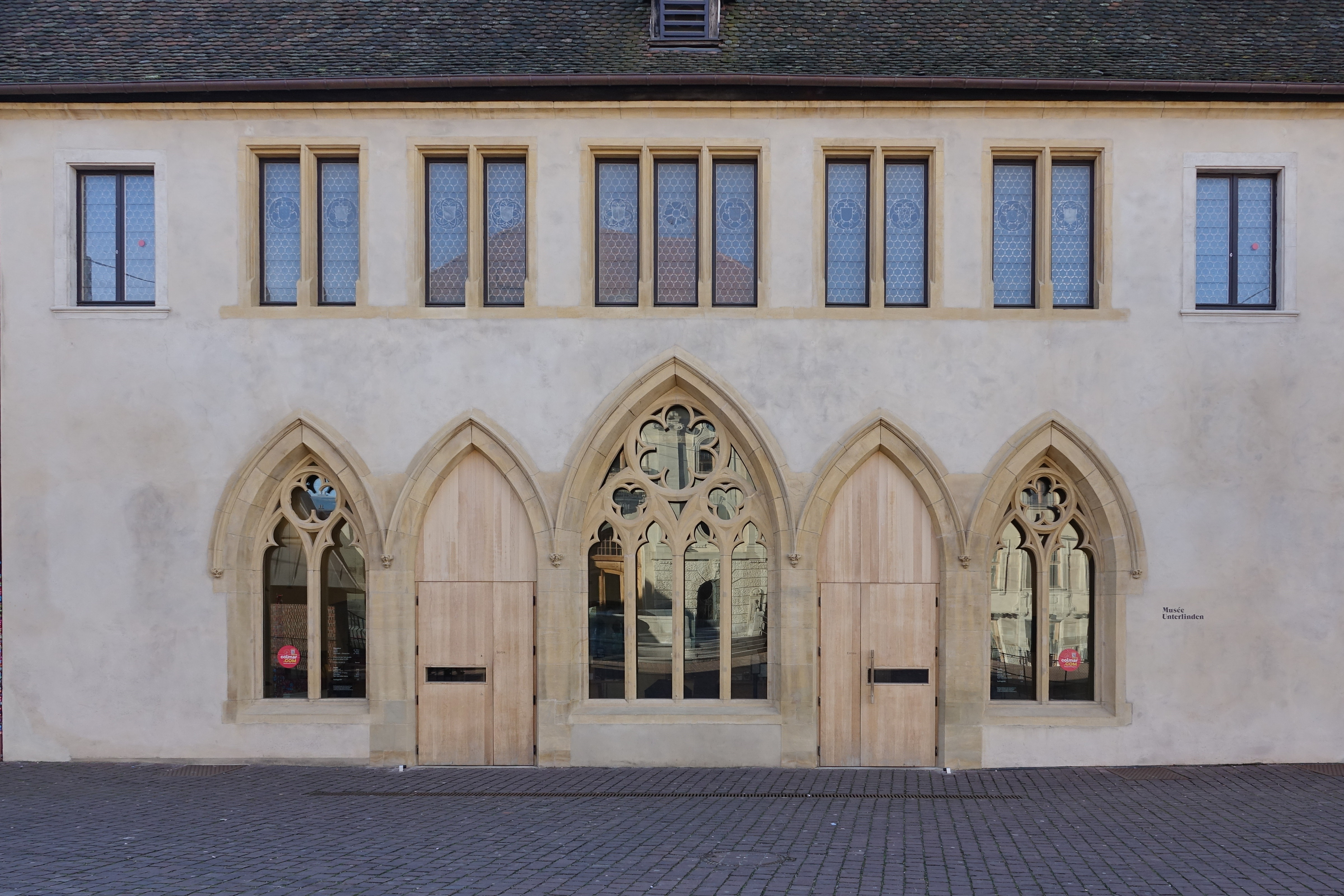
博物館入り口

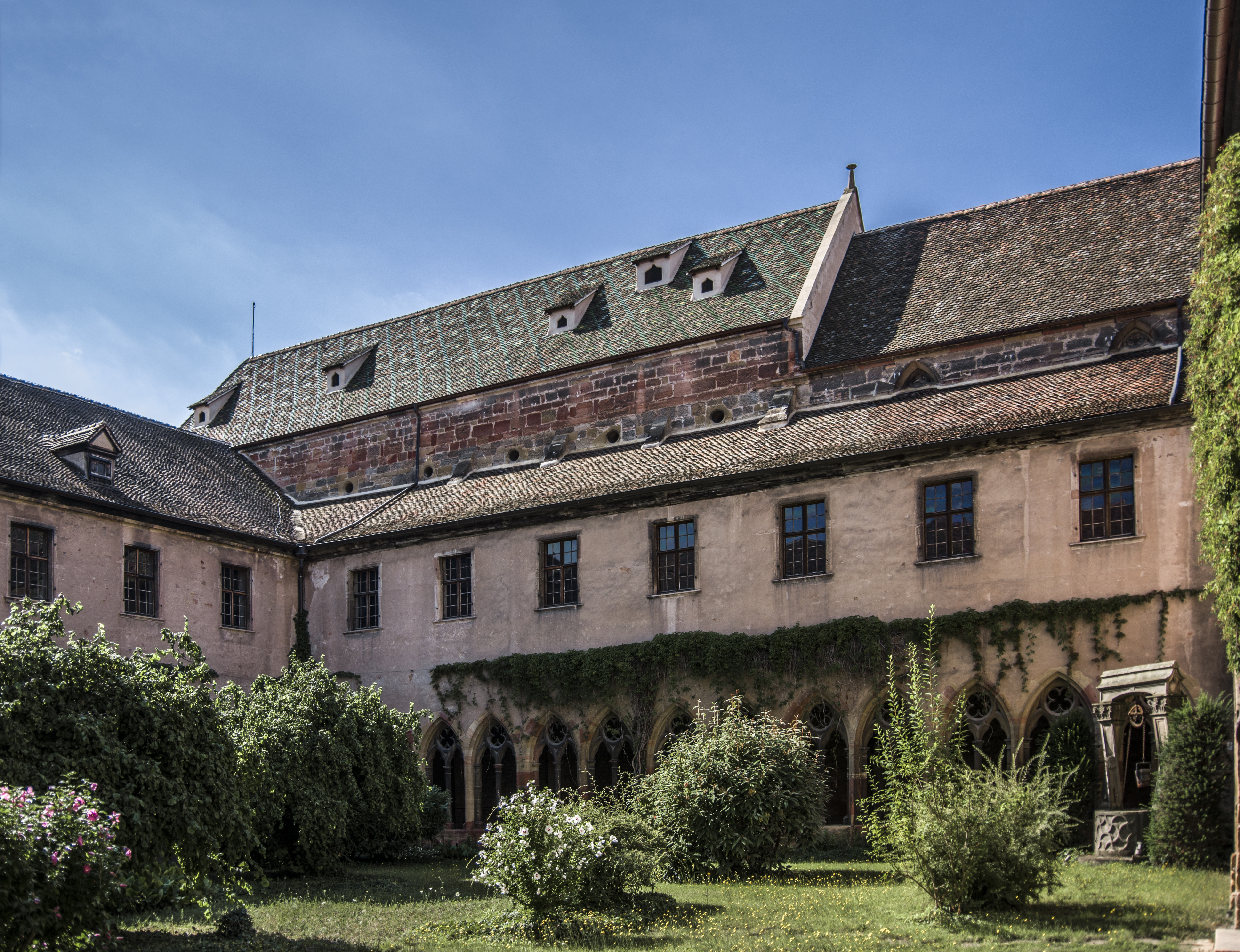
回廊のある中庭

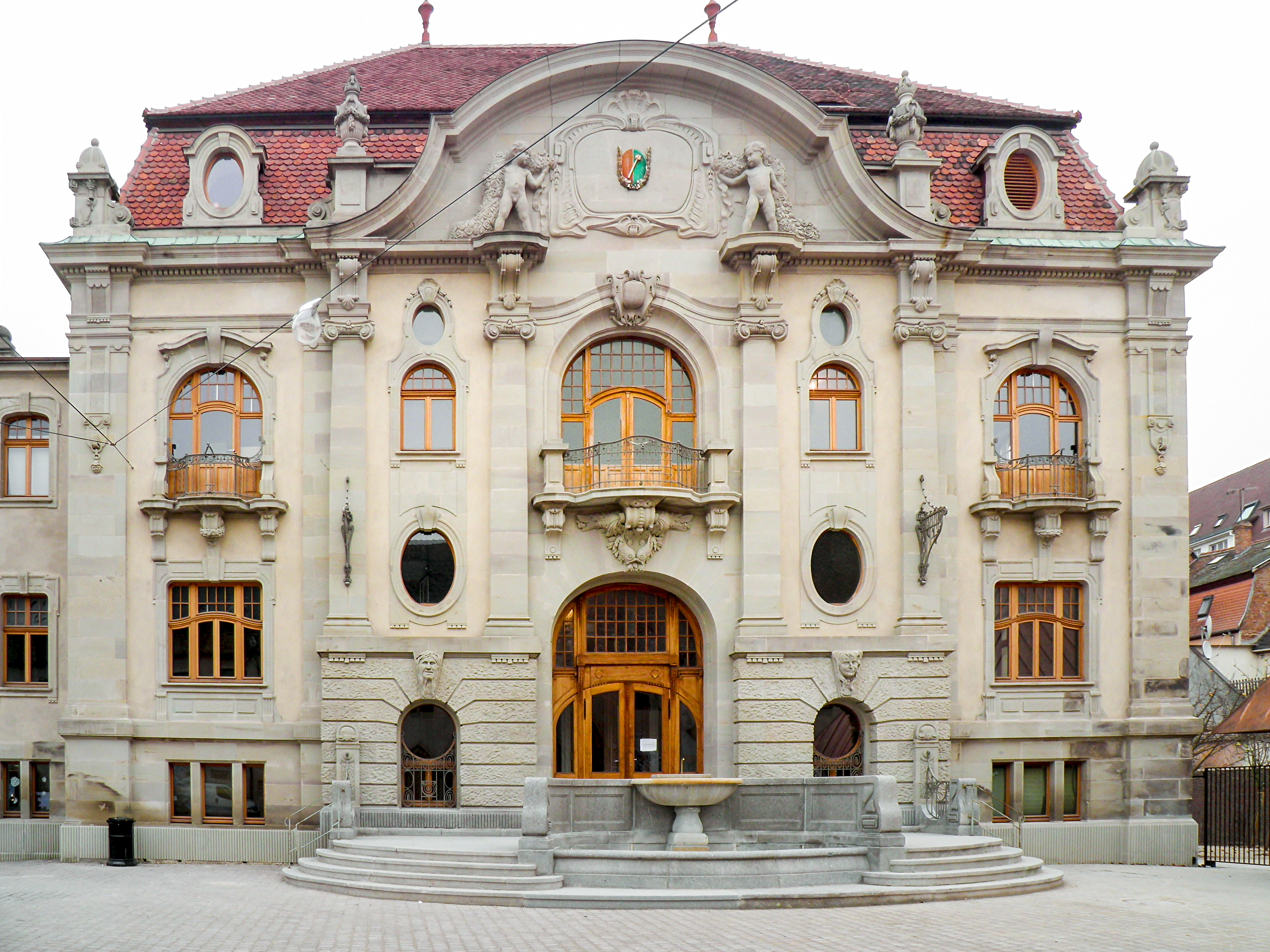
プール跡のファサード

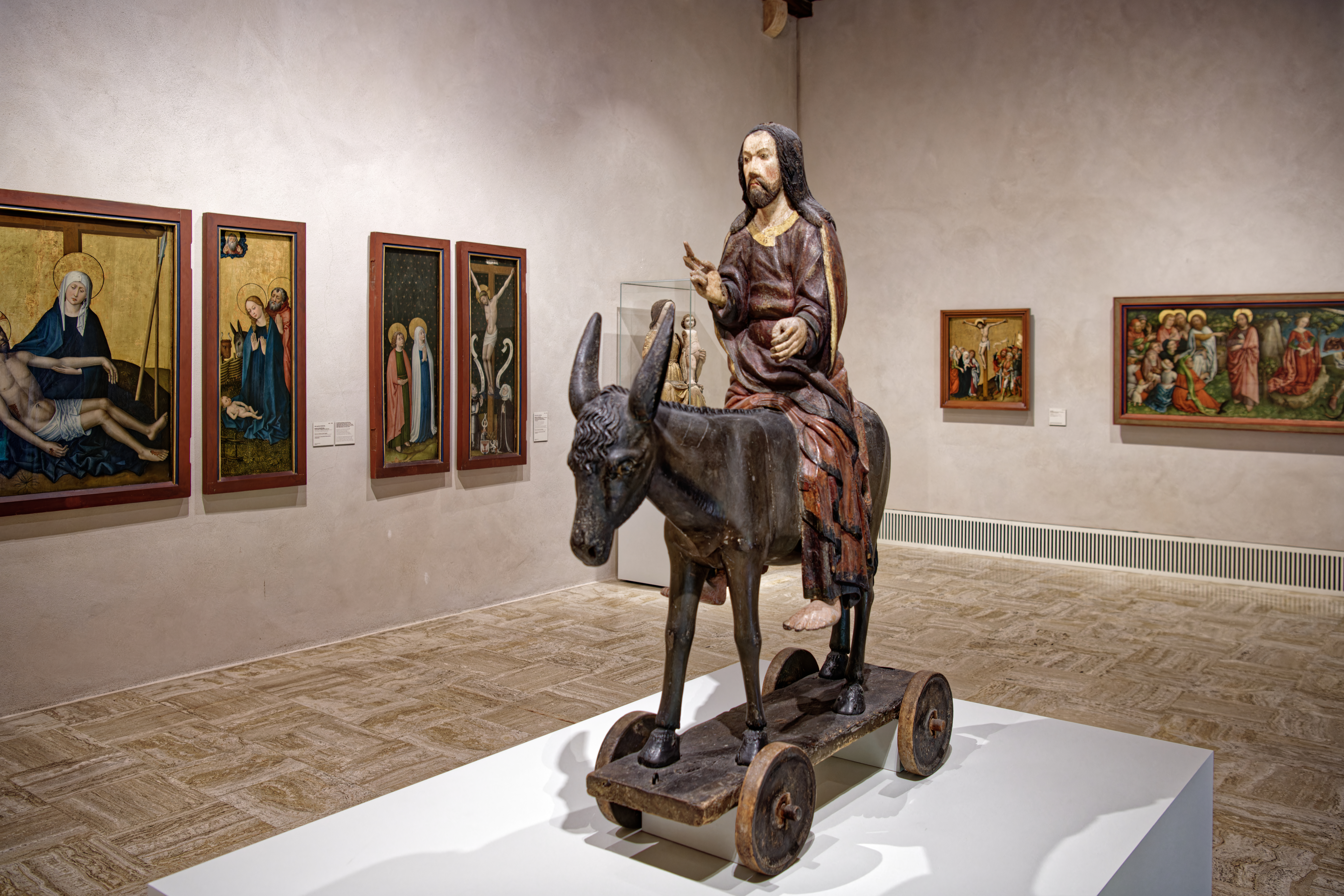
博物館の一室

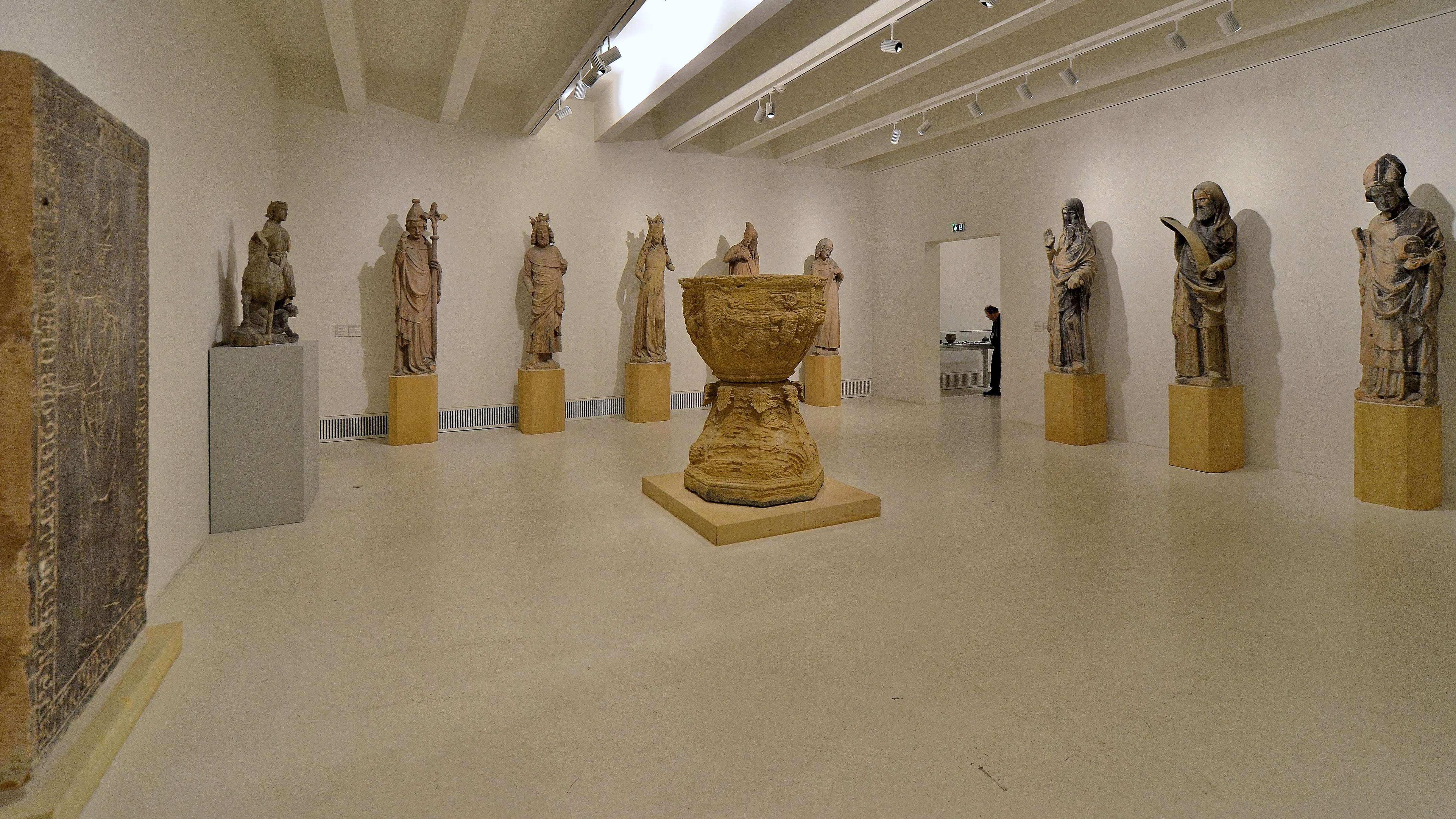
博物館の一室

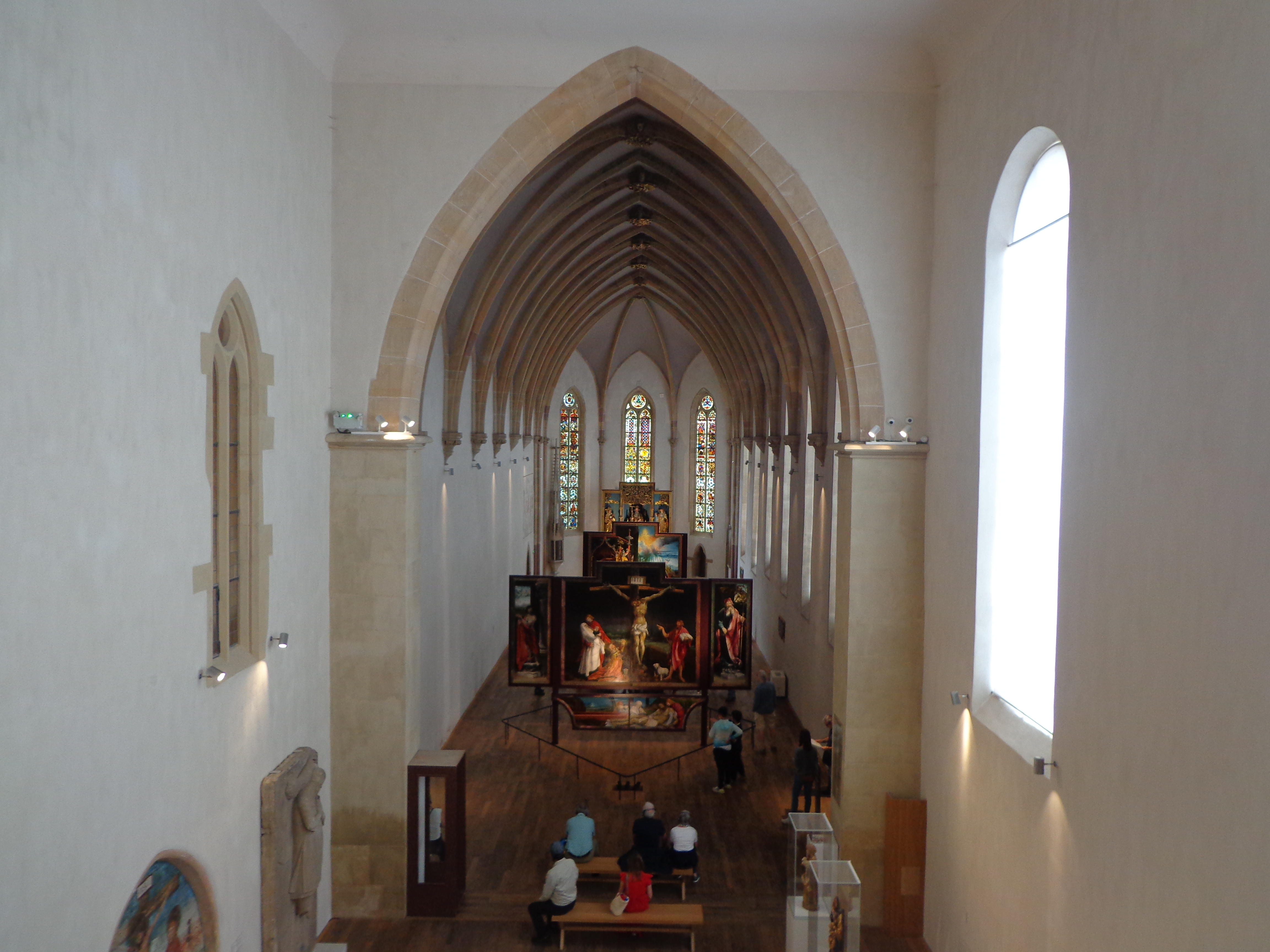
博物館の一室

ウンターリンデン美術館（ウンターリンデンびじゅつかん、フランス語ではMusée Unterlinden, またMusée d'Unterlinden）は、フランスのコルマール市で最大かつ最もよく知られた博物館である。
フランス革命後に閉鎖されていた修道院が1849年に美術館として利用されることになり、1853年に博物館として開館した。

## ミュージアムの収蔵品
博物館には考古学コレクション、アルザスの民芸品コレクション、美術工芸品コレクション、武器コレクション、楽器コレクション、街の歴史に関するコレクションがある。しかし何よりも、この博物館は非常に重要な美術コレクションで知られている。
中世後期からルネサンス初期のドイツ美術の分野では、重要な芸術家たち（マルティン・ションガウアー、マティアス・グリューネヴァルト、ハンス・ホルバイン (父)、ルーカス・クラナッハ）の傑作を所蔵している。また、近現代美術の分野では、大都市にふさわしいコレクションを持っている： クロード・モネ、ピエール＝オーギュスト・ルノワール、ピエール・ボナール、ジョルジュ・ルオー、パブロ・ピカソ、ロベール・ドローネー、シャイム・スーティン、シュザンヌ・ヴァラドン。フェルナン・レジェ、ジャン・デュビュッフェ、オットー・ディクス、ヴィクトル・ブローネル、ヴィフレド・ラム、ジャン・フォートリエ、ニコラ・ド・スタール、ジャン・エリオンなど. 全コレクションの中で最も有名な作品はイーゼンハイム祭壇画である。

## 建物の歴史
博物館は、1230年に建てられた旧カトリック修道院のウンターリンデン僧院の中にある。ゴシック様式で、国の登録有形文化財に登録されている。1853年以来、博物館はこの旧修道院内にある。コレクションが増え続け、美術館のスペースがなくなって久しかったため、2000年代に大幅な拡張が決定された。建築家ヘルツォーク&ド・ムーロンが、その大役を任された。この拡張工事は2016年1月、フランソワ・オランド仏大統領によって落成式が行われた。この拡張工事には、かつてのプール（1906年に建てられた建物）のほか、いくつかの新しい建物と、博物館のすべての部門をつなぐ地下通路が含まれた。その結果、ウンターリンデン博物館はかなりの規模になった。

## 書誌
- Le musée Unterlinden - Guide des collections, 2016, ISBN 9782854956252
- La collection d'art moderne – Le Musée Unterlinden de Alechinsky à Zack, 2015, ISBN 9782854956276
- Le Musée Unterlinden de Colmar, 1991, ISBN 2226054111